# Cabo de la Aguja
El cabo de la Aguja o cabo Aguja es un cabo del mar Caribe,
11°18′N 74°12′O / 11.300, -74.200 en el departamento colombiano de Magdalena. Se encuentra entre la bahía de Santa Marta (al oeste) y la península de la Guajira (al este).